# بانک ملی مصر
بانک ملی مصر (عربی: البنك الأهلي المصري) شرکت خدمات مالی و بانکداری مصری است، که در سال ۱۸۹۸ تأسیس شد.